# 布鲁塞尔自由大学 (1834年-1969年)

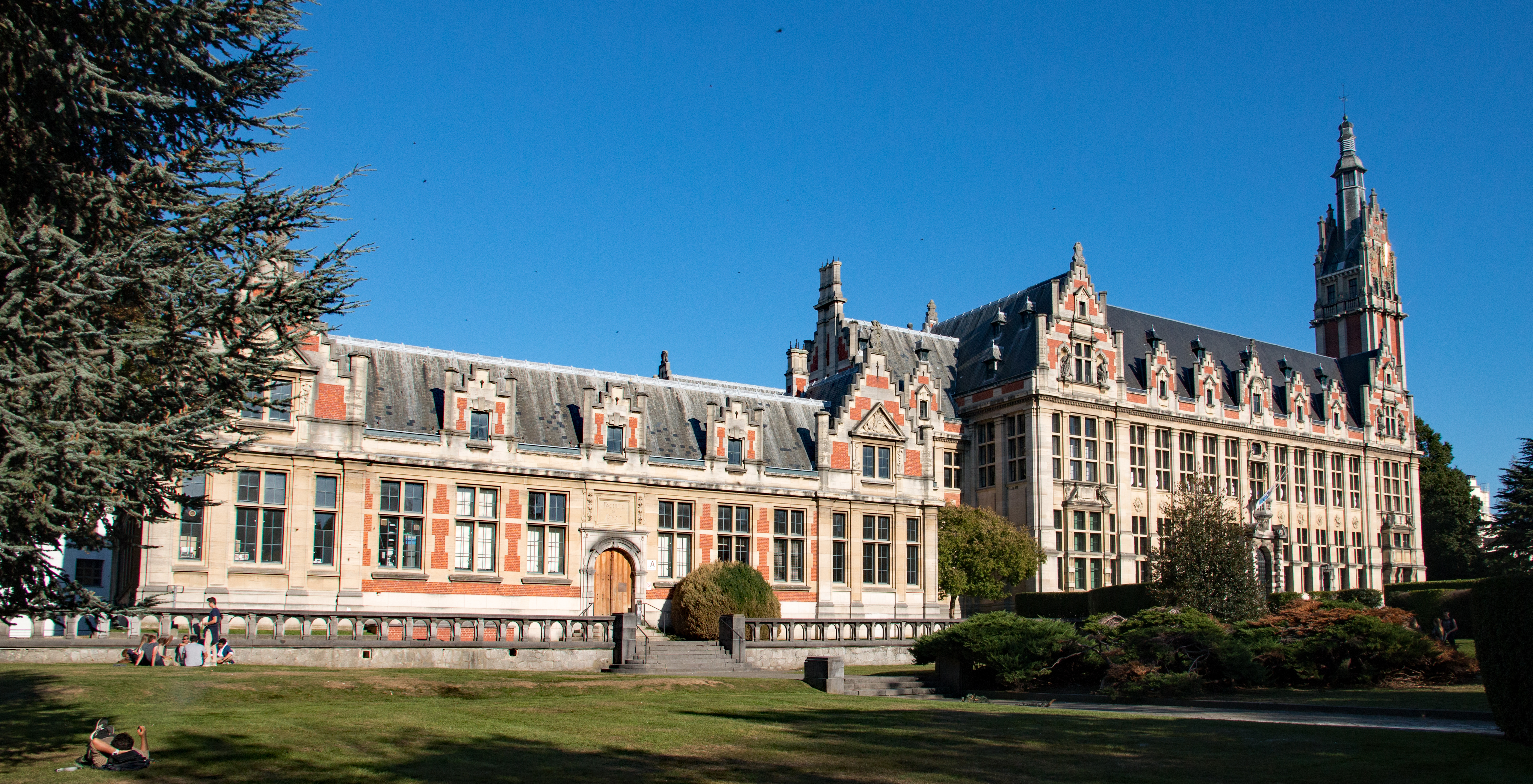
布鲁塞尔自由大学索尔博斯（Solbosch）校区的主楼，建于20世纪20年代，今天属于法语布鲁塞尔自由大学。

布鲁塞尔自由大学（法語：Université libre de Bruxelles，简称ULB，早些时候称）是比利时首都布鲁塞尔曾经的一所大学，成立于1834年。该大学曾是比利时主要大学之一，与鲁汶天主教大学、列日大学和根特大学齐名。受前一年鲁汶学生骚乱的影响，1969年，该大学按语言拆分为两座大学——法语布鲁塞尔自由大学和荷兰语布鲁塞尔自由大学。